# Danny Antonucci
Danny Antonucci (Kanada, Toronto, 1957. február 27. –) kanadai animátor, producer és forgatókönyvíró. Leginkább az Ed, Edd és Eddy című sorozat tette őt híressé.

## A kezdetek és a karrier
Antonucci szülei voltak az első nemzedék, akik bevándoroltak Kanadába Olaszország-ból. Bevándorolt szülők gyermekeként az átélt élmények, mélyen befolyásolták a későbbi munkájában. Antonuccit már gyerekkorában elbűvölték a rajzfilmek és órákon át csak ült és rajzolt, miközben megpróbált rájönni arra, miképp kelnek életre a figurák. Egy kis zsebpénzért elvállalt bábelőadásokat, és nagyon fiatalon, 14 évesen megjelent első rajzfilmje is. Antonucci munkát vállalt a Canimage Production-nél. Számos műsoron dolgozott és segített, ilyenek például a Hupikék törpikék, A Scooby-Doo-show, és a The Flintstones Comedy Hour. Az utóbbi műsoron egy, a szakmában elismert legendával, Tex Avery-vel dolgozott együtt.
1984-ben úgy döntött, elköltözik Los Angeles-be, hogy még több munkát vállalhasson el, de végül Vancouver-ben kötött ki. Dolgozni ment az International Rocketship Ltd.-hez, ahol rövid játékidejű rajzfilmeket és tv-reklámokat készített. Első nagyszabású, képességeit igénybe vevő alkotása a Sandboxland.

## International Rocketship és MTV
Antonucci első egyéni alkotása a Lupo, a hentes volt, amit az International Rocketship adott ki. Egy forrófejű hentesről szólt, aki ütött-vágott akit ért, akár a legkisebb nézeteltérésért is. Antonucci szerint egy olyan filmkaraktert szeretett volna alkotni (és kellett is alkotni), amely a gyerekek teljes körében pozitívan érvényesül. A rajzfilm számos európai film-fesztiválon megjelent, beleértve a Berlin Film Festival-t is. Az Amerikai Egyesült Államok-ban felhívta kellően magára figyelmet a Spike and Mike's Sick and Twisted Festival of Animation-ön. Ez idő alatt az International Rocketship nyilvánosságra hozta, hogy egy Dog Brain nevezetű újabb rajzfilm van születőben, amelyet egyik munkatárs, J. Falconer írt.
„Lupo” végül szerződést kötött a Converse cipőgyárral. Így ez további munkát adott Antonucci-nak például animált reklámok készítését a Levi Strauss & Co.-nak és az MTV-nek. 1993-ban még mindig az International Rocketship-nél dolgozva, Antonucci készített egy sor reklámot az MTV számára amelyek néhány testvért ábrázoltak, amint a kanapén böfögnek és nézik az MTV-t. Az MTV megbízta Antonuccit, hogy készítsen egy egész sorozatot belőlük, és így a The Brothers Grunt-ot elkezdték sugározni 1994 augusztusában.
1994. április 1-jén Antonucci elindította saját rajzfilmgyártó vállalkozását az a.k.a. Cartoon-t, mely végül saját műsorán sugározta a The Brothers Grunt-ot. A 45 darab epizódonként 7 perces műsort ’95-ben levették a műsorról. Antonucci visszatért a reklámkészítéshez. Eztán az MTV-nek dolgozott, egy rövid életű műsorban a Cartoon Sushi-ban 1997-ben.

## Ed, Edd és Eddy
Kiköpött majd eltaposott rágóguminak érezve magát, visszatért a gyermekrajzfilmek készítéséhez. A Nickelodeon és a Cartoon Network is pályázott Antonuccira, de végül a CN megengedte neki, hogy saját ütemében dolgozhasson.
Végül, 1999. január 4-én a Cartoon Network bemutatta az Ed, Edd és Eddy-t. A történet 3 serdülő srácon alapul, Ed-en, Edd-en (akit később „Dupla Dé”-nek szólítanak a többiek) és Eddy-n (ismertebb nevükön: „Az Ed-fiúk”), akik a külvárosi környékükön a Peach Creek Estates-ben (a magyar részekben Hamvas Patak-ban) élnek. Több részben szó esik Kanadáról, ami nem meglepő, hiszen biztos, hogy Antonucci gyermekkori emlékeit elevenítette meg, hiszen Kanadában ő is hasonló, külvárosi helyen élt. Eredetileg négy évadot terveztek, de már az első is rajongók millióit szerezte meg. Összesen hat évad készült el, valamit egy film, az Ed, Edd és Eddy: A nagy mozidélután. Azaz 7 ha a különleges részeket is beleszámítjuk. Ugyanis az Ed, Edd és Eddy-nek született valentin-napi, halloween-i, és karácsonyi különkiadása is.

## Magánélete
Jelenleg házas és két gyereke van, Tex és Marlowe.

## Munkássága
- The Adventures of Barfman (1971)
- Richie Rich (1980)
- Heavy Metal (1981)
- Hupikék törpikék (1981)
- The Flintstones spin-off TV-series (1981–1983)
- Scooby-Doo és Scrappy-Doo (1979–1981)
- International Rocketship Ltd (1984–1994)
- Hooray for Sandbox Land (1984)
- The Chipmunk Adventure (1987)
- Lupo The Butcher (1987)
- MTV ID-k (1989–1993)
- Rocko (1993)
- Dirty Deposits (1993)
- Lupo's Nightmare (1995)
- The Brothers Grunt (1994–1995)
- Cartoon Sushi (1997)
- Ed, Edd és Eddy (1999–2008)
- Ed, Edd és Eddy: A nagy mozidélután (2009)
- Oggy és a svábbogarak (2009)

## Fordítás
- Ez a szócikk részben vagy egészben  a   Danny Antonucci című angol Wikipédia-szócikk fordításán alapul.  Az eredeti cikk szerkesztőit annak laptörténete sorolja fel. Ez a jelzés csupán a megfogalmazás eredetét és a szerzői jogokat jelzi, nem szolgál a cikkben szereplő információk forrásmegjelöléseként.